# جورج كولينز (سياسي أسترالي)
جورج كولينز (بالإنجليزية: George Collins)‏ هو سياسي أسترالي، ولد في 10 مايو 1839، وتوفي في 25 أغسطس 1926.